# Филиппогорское сельское поселение
Филиппогорское сельское поселение — упразднённое с 12 апреля 2010 года муниципальное образование в Демянском муниципальном районе Новгородской области России.
Административным центром была деревня Филиппова Гора.
Территория сельского поселения расположена на юго-востоке Новгородской области на Валдайской возвышенности, к востоку от Демянска. На территории муниципального образования протекает река Явонь. Территория сельского поселения выходит к восточному берегу Истошенского озера.
Филиппогорское сельское поселение было образовано в соответствии с законом Новгородской области от 11 ноября 2005 года № 559-ОЗ.

## Населённые пункты
На территории сельского поселения были расположены 19 населённых пунктов (деревень): Березник, Гористицы, Дубки, Есипово, Залесье, Зарапачёво, Истошно, Клин, Корзово, Кривкино, Лукино, Мамаевщина, Митрошино, Новосёл, Сбыльницы, Славицы, Софронково, Сухая Ветошь, Филиппова Гора.
С 12 апреля 2010 года входят в состав Песоцкого сельского поселения.